# Colonia Medici
Colonia Medici es un caserío situado al oeste del Departamento Iriondo, de la provincia de Santa Fe, Argentina. Se halla ubicado en los límites de los distritos Totoras, Clason y Bustinza con partes del mismo en cada uno de ellos, y a 25 km al norte de Cañada de Gómez, la cabecera del Departamento. Su nombre se debe a Ángel Médici, un inmigrante suizo que se instaló en la zona rural a fines del siglo XIX al establecer un negocio de ramos generales en sociedad con Pedro Tartaletti, y que en 1901 pasó a ser propiedad exclusiva de Médici. En el trascurso del tiempo fueron radicándose vecinos en los alrededores formando un pequeño poblado.
Actualmente hay allí un emprendimiento de turismo rural que cuenta con un restaurante y alojamiento. Tiene además un «Museo Interactivo del Queso», en el que los visitantes pueden relacionarse con el circuito productivo lácteo. Es un emprendimiento de turismo educativo que forma parte de la Ruta de la Leche en la provincia de Santa Fe. Durante 2021 se halló transitoriamente cerrado debido a la pandemia del COVID-19.
El poblado cuenta con una escuela rural con jardín de infantes, iglesia y viviendas rurales habitadas por los 13 habitantes (2010) de esta pequeña aldea.

## Población
La población asciende a 13 habitantes (Indec, 2010), lo que representa un descenso del 43 % frente a los 23 habitantes (Indec, 2001) del censo anterior. Ello se debe a la creciente agriculturización de la región desde fines del siglo XX que estimuló la urbanización de la población rural en centros poblados mayores.
| Gráfica de evolución demográfica de Colonia Medici entre 1991 y 2010 |
|                                                                      |
| Fuente: censos nacionales del INDEC                                  |